# Středomoravský župní přebor 1999/2000
V soubojích 12. ročníku Středomoravského župního přeboru 1999/00 (jedna ze skupin 5. fotbalové ligy) se utkalo 16 týmů každý s každým dvoukolovým systémem podzim–jaro. Tento ročník začal v srpnu 1999 a skončil v červnu 2000.

## Nové týmy v sezoně 1999/00
- Z Divize D 1998/99 sestoupilo do Středomoravského župního přeboru mužstvo ČSK Uherský Brod, z Divize E 1997/98 žádné mužstvo.
- Ze skupin I. A třídy Středomoravské župy 1998/99 postoupila mužstva FC Vsetín (vítěz skupiny A)[1] a FC Vracov (vítěz skupiny B).[1]

## Konečná tabulka
Zdroje: 
| Poř. | Tým                    | Z  | V  | R | P  | VG | OG | B  |
| ---- | ---------------------- | -- | -- | - | -- | -- | -- | -- |
| 1.   | SK VTJ Spartak Hulín   | 30 | 22 | 4 | 4  | 66 | 25 | 70 |
| 2.   | FC Veselí nad Moravou  | 30 | 18 | 5 | 7  | 66 | 38 | 59 |
| 3.   | FC Vracov (N)          | 30 | 16 | 8 | 6  | 57 | 27 | 56 |
| 4.   | FC Morkovice           | 30 | 15 | 6 | 9  | 72 | 48 | 51 |
| 5.   | FC Viktoria Otrokovice | 30 | 15 | 5 | 10 | 53 | 39 | 50 |
| 6.   | ČSK Uherský Brod (S)   | 30 | 15 | 3 | 12 | 33 | 41 | 48 |
| 7.   | TJ Baník Šardice       | 30 | 13 | 8 | 9  | 47 | 34 | 47 |
| 8.   | TJ Spartak Hluk        | 30 | 13 | 5 | 12 | 43 | 42 | 44 |
| 9.   | TJ Sokol Kateřinice    | 30 | 13 | 4 | 13 | 51 | 47 | 43 |
| 10.  | FC Inpos Kostelec      | 30 | 13 | 3 | 14 | 42 | 40 | 42 |
| 11.  | SK HS Hradčovice       | 30 | 13 | 2 | 15 | 54 | 52 | 41 |
| 12.  | SFK Břestek            | 30 | 11 | 6 | 13 | 36 | 49 | 39 |
| 13.  | FC Velké Karlovice     | 30 | 10 | 5 | 15 | 46 | 48 | 35 |
| 14.  | FC Vsetín (N)          | 30 | 7  | 7 | 16 | 33 | 51 | 28 |
| 15.  | SK Hodonín             | 30 | 5  | 2 | 23 | 31 | 92 | 17 |
| 16.  | TJ Baník Mikulčice     | 30 | 4  | 1 | 25 | 19 | 76 | 13 |

Poznámky:
- Z = Odehrané zápasy; V = Vítězství; R = Remízy; P = Prohry; VG = Vstřelené góly; OG = Obdržené góly; B = Body; (S) = Mužstvo sestoupivší z vyšší soutěže; (N) = Mužstvo postoupivší z nižší soutěže (nováček)

|  | Postup do Divize D 2000/01                                  |
|  | Přihláška do I. A třídy Středomoravské župy – sk. B 2000/01 |
|  | Sestup do skupin I. A třídy Středomoravské župy 2000/01     |